# Regeringen Gabriel Attal
Regeringen Gabriel Attal var Frankrigs regering fra den 9. januar til 5. september 2024. Det var den den 44. regering under Den Femte Republik, og blev dannet af premierminister Gabriel Attal som den femte regering under præsident Emmanuel Macron.
Regeringen blev dannet på baggrund af konflikt indenfor regeringskoaltionen omkring en immigrationsreform, som blev gennemført med støtte fra Les Républicains, samt Præsident Macrons dalende popularitet, og blev set som en forsøg på at skabe momentum forud for Europa-Parlamentsvalget 2024. Der var meget spekulation i forhold til den næst premierminister, før at Macron den 9. januar udpegede undervisningsminister Gabriel Attal, som i en alder af 34 år blev den yngste, samt også den første homoseksuelle, premierminister i landets historie.
På valgaftenen for Europa-Parlamentsvalget, udskrev Macron parlamentsvalg. Valget resulterede i tilbagegang for regeringspartierne, og Attal sagde op dagen efter. Han fortsatte dog i rollen i form af et forretningsministerium. Regeringen sad frem til den 5. september, hvor at en ny regering med Michel Barnier som premierminister blev dannet.